# Kilisaari (ö i Norra Karelen, Joensuu)
Kilisaari är en ö i Finland. Den ligger i sjön Savijärvi och i kommunen Juga i den ekonomiska regionen  Joensuu ekonomiska region  och landskapet Norra Karelen, i den sydöstra delen av landet, 400 km nordost om huvudstaden Helsingfors. Öns area är 1,6 hektar och dess största längd är 230 meter i öst-västlig riktning.